# Międzynarodowy Związek Zawodowy Pracowników Usług
Międzynarodowy Związek Zawodowy Pracowników Usług (ang. Service Employees International Union, SEIU) – związek zawodowy działający w Stanach Zjednoczonych oraz Kanadzie. Reprezentuje prawie 2 000 000 pracowników w ponad 100 różnych zawodach. Jednocześnie jest najliczniejszym w USA związkiem zawodowym pracowników ochrony zdrowia, największym związkiem pracowników obsługi nieruchomości i drugim co do wielkości związkiem pracowników sektora publicznego (zaraz po Amerykańskiej Federacji Pracowników Stanowych, Hrabstw i Miejskich).

## Charakterystyka
SEIU został założony 23 kwietnia 1921 w Chicago jako Building Service Employees International Union (BSEIU); jego pierwszymi członkami byli sprzątacze, operatorzy wind i myjący okna.
Związek zawodowy posiada ponad 150 lokalnych oddziałów. Należy do centrali związkowej Centrum Organizacji Strategicznej (SOC) i Kanadyjskiego Kongresu Pracy (CLC). Międzynarodowa siedziba SEIU znajduje się w Waszyngtonie, DC i jest to jeden z największych związków zawodowych w kraju.
SEIU jest znany ze swojego silnego poparcia dla Partii Demokratycznej. W wyborach prezydenckich w 2008organizacja wydała 28 milionów dolarów na wsparcie Baracka Obamy. W 2012 SEIU był największym zewnętrznym sponsorem kampanii Demokratów, zgłaszając prawie 70 milionów dolarów darowizn na kampanię, reklamy telewizyjne i działania zachęcających do głosowania na rzecz prezydenta Obamy i innych Demokratów. SEIU opowiada się za Patient Protection and Affordable Care Act i podwyżkami płacy minimalnej, w tym podwyżkami płac dla pracowników fast foodów. Związek zawodowy jest głównym sponsorem ruchu Fight for $15.